# گلیکوکینودی‌اکسی‌کولیک اسید
گلیکوکینودی‌اُکسی‌کولیک اسید (به انگلیسی: Glycochenodeoxycholic acid) با فرمول شیمیایی C26H43NO5 یک ترکیب شیمیایی است. که جرم مولی آن ۴۴۹٫۶۲ گرم بر مول می‌باشد. 